# San Miguel Ixtahuacán
San Miguel Ixtahuacán («San Miguel»: en honor a su santo patrono Miguel Arcángel; «Ixtahuacán»: del náhuatl, significa «lugar de amplia vista») es un municipio del departamento de San Marcos.  Se encuentra ubicado a 64 km al norte de la cabecera departamental de San Marcos, y a 314 km de la Ciudad de Guatemala.
Tras la conquista de Guatemala fue una doctrina de los frailes mercedarios, y lo fue hasta 1754, cuando los frailes regulares tuvieron que entregar sus doctrinas al clero secular, y se convirtió en parte de un curato.
Tras la Independencia de Centroamérica en 1821, fue parte del Estado de Los Altos entre 1838 y 1840, hasta que este fue recuperado por la fuerza para el Estado de Guatemala por el general Rafael Carrera.

## Toponimia
Muchos de los nombres de los municipios y poblados de Guatemala constan de dos partes: el nombre del santo católico que se venera el día en que fueron fundados y una descripción con raíz náhuatl; esto se debe a que las tropas que invadieron la región en la década de 1520 al mando de Pedro de Alvarado estaban compuestas por soldados españoles y por indígenas mexicanos.  En este caso, el nombre de Santa Catarina le fue conferido en honor a San Miguel Arcángel; por otra parte, «Ixtahuacán»: proviene del idioma náhuatl, específicamente de los términos «can» que significa «lugar», «ua» que significa «posesivo calificativo de paraje», e «ixtli» que significa «vista», los cuales en conjunto quieren decir «Lugar de amplia vista»

## Geografía física

### División administrativa
Actualmente cuenta con diecinueve aldeas y cuarenta caseríos. Las aldeas con sus respectivos caseríos son:
| Aldea      | Caseríos                                                                         | Aldea       | Caseríos |
| ---------- | -------------------------------------------------------------------------------- | ----------- | --- |
| Cabajchún  | Numaltzé, Suanal, tzalá.                                                         | Colmito     | Cancela, mulebac, Saquilá, Xanboch.                                                                           |
| Chilive    | Sakchilon, Twi' Kyaqja, Ttzijul Los Domingos, Sakmuj, e Ixcail                   | La Estancia | El Paraíso |
| El Pueblo  | N/A                                                                              | El Zapote   | Canchilub, Exnú, Matasano, Sija, Tuiloj, Uyumán, Chimob, Jovenche, Plomdigas, Tuichul, Tuiventana, Xecanlelj. |
| La Patria  | La Vega, Llano Grande, Recreo, Tuichun, Tuilov, Tzale, Tzuga.                    | Máquivil    | Chajnoj, Chanjul, Ixtuc, Ixcuc, Joya Verde, La Hamaca, Pox, Quiacnoj.                                         |
| Salitre    | Chiquilila, Chuena, Tijasnic, Tuicanxac, Tuiné, Tuisieteplatos.                  | Sicabe      | Alquinque, Chunay, Ixpuna, La Laguna, Parmedero, Quiaccol, Tujequiej.                                         |
| Subchal    | Catzaja, Huiton, Ixknub'e, Michel Xalcana, Chaclinan, Ipitol, La Escoba Pavillé. | Triunfo     | Chojola, Inxungüel, Ladrillera, Tuisaca, Intuijoj, Impulmadera, Tuintipox, Tuiscab.                           |
| Baljetre   | N/A                                                                              | Ixpuna      | N/A |
| La Cumbre  | N/A                                                                              | Agel        | N/A |
| La Florida | N/A                                                                              |             | |

También cuenta con los siguientes Parajes: Alen, Chumaj, Estancia, Jolvoch, Moxman, Síchvil, Chumay, Exnubé, Lámaca, Sacumuj, Sugual, Bramadero, Chumbel, Ixmuchipeque, Las Escobas, Sacabjlé, Sholtanán, Campana, El Pito, Limoná, Saquilá, Tujxux, Cancelá, El Potrero, Jatzmap, Maniajá, Satla, Tzalé, Chililá, y El Recreo.[cita requerida]

### Hidrografía
En el territorio del Municipio de San Miguel Ixtahuacán, se encuentran tres ríos importantes: 
- río Cuilco que pasa al sudeste de la cabecera Municipal, recorriendo las comunidades de Siete platos, Salitre, la Peña, El Zapote, Tierra Blanca el Zapote, la Lima y el Arenal
- río Cantzéla que pasa al norte de la cabecera Municipal recorriendo las comunidades de Chisnan, Ixcail, Satla, Cabecera Municipal, Sholtanan, Legual, Tzalé, las Maravillas y Cantzéla para luego desembocar en el río Cuilco
- río Tzalá que divide en parte al Municipio de San Miguel Ixtahuacán y Sipacapa, recorriendo las comunidades de Cabajchún, Chininguitz, Agel, Exial linda Vista y Mina Marlin.

### Clima
La cabecera municipal de San Miguel Ixtahuacán tiene clima templado (Köppen: Cwb).
| Parámetros climáticos promedio de San Miguel Ixtahuacán | Parámetros climáticos promedio de San Miguel Ixtahuacán | Parámetros climáticos promedio de San Miguel Ixtahuacán | Parámetros climáticos promedio de San Miguel Ixtahuacán | Parámetros climáticos promedio de San Miguel Ixtahuacán | Parámetros climáticos promedio de San Miguel Ixtahuacán | Parámetros climáticos promedio de San Miguel Ixtahuacán | Parámetros climáticos promedio de San Miguel Ixtahuacán | Parámetros climáticos promedio de San Miguel Ixtahuacán | Parámetros climáticos promedio de San Miguel Ixtahuacán | Parámetros climáticos promedio de San Miguel Ixtahuacán | Parámetros climáticos promedio de San Miguel Ixtahuacán | Parámetros climáticos promedio de San Miguel Ixtahuacán | Parámetros climáticos promedio de San Miguel Ixtahuacán |
| Mes                                                     | Ene.                                                    | Feb.                                                    | Mar.                                                    | Abr.                                                    | May.                                                    | Jun.                                                    | Jul.                                                    | Ago.                                                    | Sep.                                                    | Oct.                                                    | Nov.                                                    | Dic.                                                    | Anual                                                   |
| ------------------------------------------------------- | ------------------------------------------------------- | ------------------------------------------------------- | ------------------------------------------------------- | ------------------------------------------------------- | ------------------------------------------------------- | ------------------------------------------------------- | ------------------------------------------------------- | ------------------------------------------------------- | ------------------------------------------------------- | ------------------------------------------------------- | ------------------------------------------------------- | ------------------------------------------------------- | ------------------------------------------------------- |
| Temp. máx. media (°C)                                   | 21.4                                                    | 22.2                                                    | 24.0                                                    | 24.6                                                    | 24.0                                                    | 22.7                                                    | 22.5                                                    | 23.0                                                    | 22.5                                                    | 21.8                                                    | 21.8                                                    | 21.4                                                    | 22.7                                                    |
| Temp. media (°C)                                        | 14.3                                                    | 14.7                                                    | 16.4                                                    | 17.4                                                    | 17.8                                                    | 17.3                                                    | 16.9                                                    | 16.9                                                    | 17.0                                                    | 16.3                                                    | 15.4                                                    | 14.7                                                    | 16.3                                                    |
| Temp. mín. media (°C)                                   | 7.2                                                     | 7.3                                                     | 8.9                                                     | 10.3                                                    | 11.6                                                    | 12.0                                                    | 11.4                                                    | 10.9                                                    | 11.5                                                    | 10.9                                                    | 9.1                                                     | 8.0                                                     | 9.9                                                     |
| Precipitación total (mm)                                | 8                                                       | 8                                                       | 25                                                      | 61                                                      | 147                                                     | 269                                                     | 184                                                     | 186                                                     | 247                                                     | 173                                                     | 33                                                      | 11                                                      | 1352                                                    |
| Fuente: Climate-Data.org                                |                                                         |                                                         |                                                         |                                                         |                                                         |                                                         |                                                         |                                                         |                                                         |                                                         |                                                         |                                                         |                                                         |

### Ubicación geográfica
Las colindas de San Miguel Ixtahuacán son:
- Norte y oeste: 
  - Concepción Tutuapa, municipio del departamento de San Marcos
  - San Marcos, San Gaspar Ixchil y San Ildefonso Ixtahuacán, del departamento de Huehuetenango
- Sur: Sipacapa, Tejutla y Comitancillo, municipios del departamento de San Marcos
- Este: Santa Bárbara, municipio del departamento de Huehuetenango[7]

|                           | Norte: Concepción Tutuapa San Gaspar Ixchil San Ildefonso Ixtahuacán |                     |
| Oeste: Concepción Tutuapa |                                                                      | Este: Santa Bárbara |
|                           | Sur: Sipacapa Tejutla Comitancillo                                   |                     |

## Gobierno municipal
Los municipios se encuentran regulados en diversas leyes de la República, que establecen su forma de organización, lo relativo a la conformación de sus órganos administrativos y los tributos destinados para los mismos.  Aunque se trata de entidades autónomas, se encuentran sujetos a la legislación nacional y las principales leyes que los rigen desde 1985 son:
| N.º | Ley                                                | Descripción |
| --- | -------------------------------------------------- | --- |
| 1   | Constitución Política de la República de Guatemala | Tiene una regulación legal específica para los municipios en los artículos 253 al 262. |
| 2   | Ley Electoral y de Partidos Políticos              | Ley de carácter constitucional aplicable a los municipios en el tema de la conformación de sus autoridades electas. |
| 3   | Código Municipal                                   | Decreto 12-2002 del Congreso de la República de Guatemala. Tiene la categoría de ley ordinaria y contiene preceptos generales aplicables a todos los municipios, e inclusive contiene legislación referente a la creación de los municipios.             |
| 4   | Ley de Servicio Municipal                          | Decreto 1-87 del Congreso de la República de Guatemala. Regula las relaciones entra la municipalidad y los servidores públicos en materia laboral. Tiene su base constitucional en el artículo 262 de la constitución que ordena la emisión de la misma. |
| 5   | Ley General de Descentralización                   | Decreto 14-2002 del Congreso de la República de Guatemala. Regula el deber constitucional del Estado, y por ende del municipio, de promover y aplicar la descentralización y desconcentración económica y administrativa.                                |

El gobierno de los municipios está a cargo de un Concejo Municipal mientras que el código municipal —ley ordinaria que contiene disposiciones que se aplican a todos los municipios— establece que «el concejo municipal es el órgano colegiado superior de deliberación y de decisión de los asuntos municipales […] y tiene su sede en la circunscripción de la cabecera municipal»; el artículo 33 del mencionado código establece que «[le] corresponde con exclusividad al concejo municipal el ejercicio del gobierno del municipio».
El concejo municipal se integra con el alcalde, los síndicos y concejales, electos directamente por sufragio universal y secreto para un período de cuatro años, pudiendo ser reelectos.
Existen también las Alcaldías Auxiliares, los Comités Comunitarios de Desarrollo (COCODE), el Comité Municipal del Desarrollo (COMUDE), las asociaciones culturales y las comisiones de trabajo. Los alcaldes auxiliares son elegidos por las comunidades de acuerdo a sus principios y tradiciones, y se reúnen con el alcalde municipal el primer domingo de cada mes, mientras que los Comités Comunitarios de Desarrollo y el Comité Municipal de Desarrollo organizan y facilitan la participación de las comunidades priorizando necesidades y problemas.
Los alcaldes que ha habido en el municipio son:
- 2016-2020: Ramiro Soto[2]

## Historia

### Época colonial
En 1540, el obispo de Guatemala Francisco Marroquín dividió la administración eclesiástica del valle central de Guatemala entre las tres órdenes regulares principales: dominicos, franciscanos y mercedarios;  estos últimos cambiaron sus curatos del valle por los dominicos tenían en la Sierra de Huehuetenango y que incluían a Tejutla.  En 1690 Tejutla comprendía los modernos municipios de: Comitancillo, Ixchiguán, Concepción Tutuapa, Sipacapa, Sibinal, Tajumulco, Tacaná y parte de San Miguel Ixtahuacán. Según los escritos históricos de la Recordación Florida de Francisco Antonio de Fuentes y Guzmán, Tejutla pertenecía a la jurisdicción de Quetzaltenango y era «una tierra de bonanza y riqueza de climas y bosques agradables con suficiente agua».
La Corona española se enfocó en la catequización de los indígenas; las congregaciones fundadas por los misioneros reales en el Nuevo Mundo fueron llamadas «doctrinas de indios» o simplemente «doctrinas». Originalmente, los frailes tenían únicamente una misión temporal: enseñarle la fe católica a los indígenas, para luego dar paso a parroquias seculares como las establecidas en España; con este fin, los frailes debían haber enseñado los evangelios y el idioma español a los nativos. Ya cuando los indígenas estuvieran catequizados y hablaran español, podrían empezar a vivir en parroquias y a contribuir con el diezmo, como hacían los peninsulares.

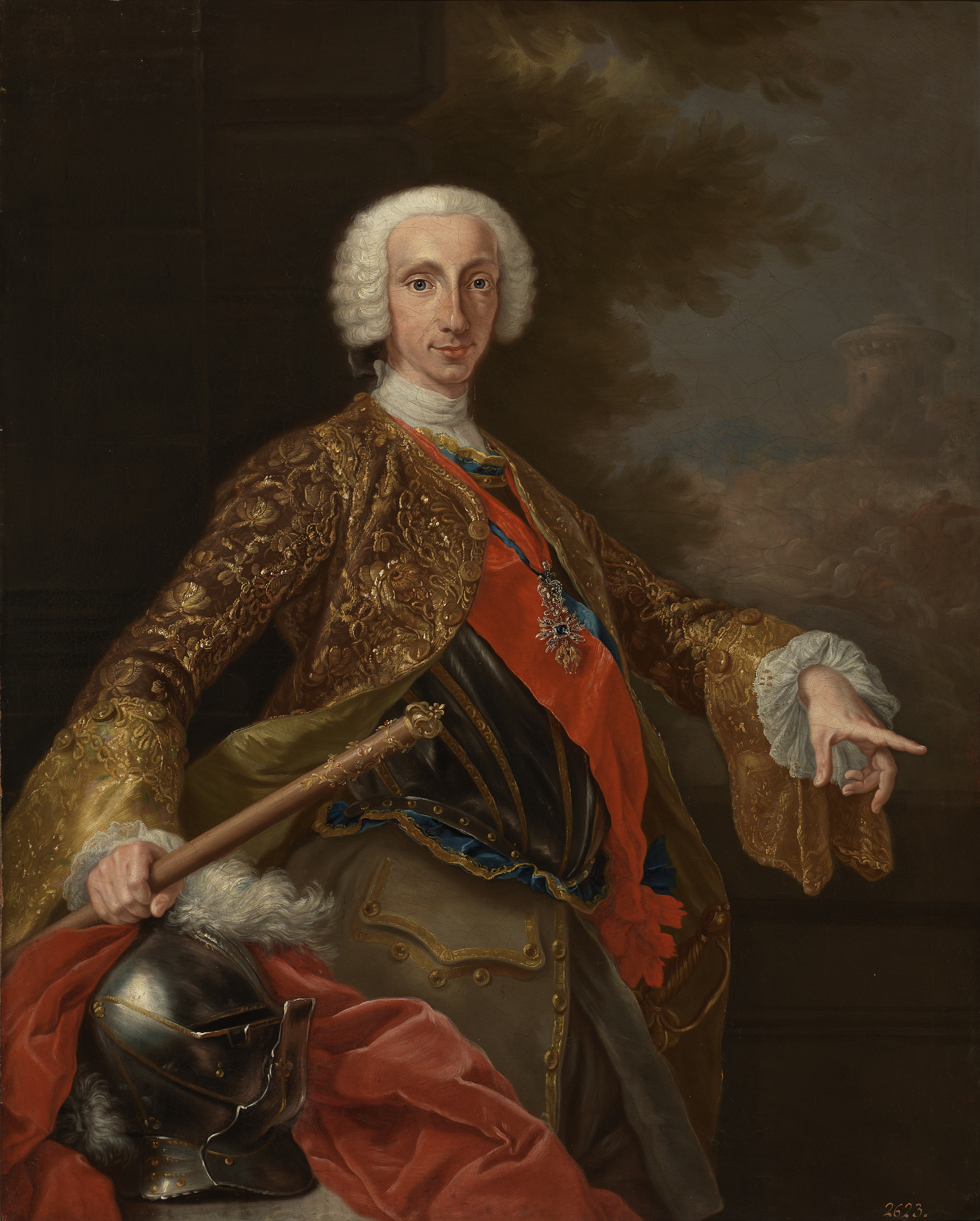
Rey Carlos III de España, promotor de las reformas borbónicas.

Las doctrinas fueron fundadas a discreción de los frailes, ya que tenían libertad completa para establecer comunidades para catequizar a los indígenas, con la esperanza de que estas pasaran con el tiempo a la jurisdicción de una parroquia secular a la que se le pagaría el diezmo; en realidad, lo que ocurrió fue que las doctrinas crecieron sin control y nunca pasaron al control de parroquias; se formaron alrededor de una cabecera en donde tenían su monasterio permanente los frailes y de dicha cabecera salían a catequizar o visitar las aldeas y caseríos que pertenecían a la doctrina, y que se conocían como anexos, visitas o pueblos de visita. La administración colectiva por parte del grupo de frailes eran la característica más importante de las doctrinas ya que garantizaba la continuación del sistema de la comunidad en caso falleciese uno de los dirigentes.
Según la relación del obispo Juan de las Cabezas en 1613 y las actas de visita pastoral del arzobispo Pedro Cortés y Larraz en 1770, los  frailes mercedarios tenían a su cargo nueve doctrinas, y sus muchos anexos, que eran: Santa Ana de Malacatán, Concepción de Huehuetenango, San Pedro de Solomá, Nuestra Señora de la Purificación de Jacaltenango, Nuestra Señora de la Candelaria de Chiantla, San Andrés de Cuilco, Santiago de Tejutla, San Pedro de Zacatepeques, y San Juan de Ostuncalco.
En 1754, en virtud de una Real Cédula parte de las Reformas Borbónicas, todos los curatos de las órdenes regulares fueron traspasados al clero secular. En 1765 se publicaron las reformas borbónicas de la Corona española, que pretendían recuperar el poder real sobre las colonias y aumentar la recaudación fiscal. Con estas reformas se crearon los estancos para controlar la producción de las bebidas embriagantes, el tabaco, la pólvora, los naipes y el patio de gallos. La real hacienda subastaba el estanco anualmente y un particular lo compraba, convirtiéndose así en el dueño del monopolio de cierto producto. Ese mismo año se crearon cuatro subdelegaciones de la Real Hacienda en San Salvador, Ciudad Real, Comayagua y León y la estructura político administrativa del Reino de Guatemala cambió a quince provincias: Los  mercedarios de  Guatemala entregaron sus doctrinas al clero secular, con casi treinta y tres mil indios de la sierra, todos bautizados e instruidos en la fe católica.

### Época independiente
En la Constitución Política de la Provincias Unidas del Centro de América, decretada el 11 de octubre de 1821, San Miguel Ixtahuacán apareció por primera vez adscrita a la moderna cabecera departamental de San Marcos.

### El efímero Estado de Los Altos
A partir del 3 de abril de 1838 San Miguel Ixtahuacán fue parte de la región que formó el efímero Estado de Los Altos y que forzó a que el Estado de Guatemala se reorganizara en siete departamentos y dos distritos independientes el 12 de septiembre de 1839:
- Departamentos: Chimaltenango, Chiquimula, Escuintla, Guatemala, Mita, Sacatepéquez, y Verapaz
- Distritos: Izabal y Petén[22]

La región occidental de la actual Guatemala había mostrado intenciones de obtener mayor autonomía con respecto a las autoridades de la ciudad de Guatemala desde la época colonial, pues los criollos de la localidad consideraban que los criollos capitalinos que tenían el monopolio comercial con España no les daban un trato justo.  Pero este intento de secesión fue aplastado por el general Rafael Carrera, quien reintegró al Estado de Los Altos al Estado de Guatemala en 1840.

### Tras la Reforma Liberal
En 1870 Tejutla logró la categoría de Villa y, por el desarrollo alcanzado, las autoridades solicitaron a la Cámara de representantes de Guatemala su ascenso a cabecera departamental y que comprendiera a incluyendo a San Miguel Ixtahuacán, y además los modernos municipios de Cuilco, Santa Bárbara y San Gaspar, del departamento de Huehuetenango. Además, en esa época Motocintla, Cacahuatán y Tapachula —que luego pasarían definitivamente a México en 1892 por el Tratado Herrera-Mariscal— dependían religiosamente del convento de la Orden Mercedaria con sede en Tejutla.
El poder de Tejutla se desmoronó con el triunfo de la Reforma Liberal en 1871; cuando los liberales liderados por Miguel García Granados y Justo Rufino Barrios tomaron el poder, iniciaron una política tensa con la Iglesia Católica, que terminó con la expulsión y expropiación de bienes de las órdenes regulares y con la eliminación del diezmo obligatorio, para ahogar al clero secular.  Tejutla se quedó así sin su curato, que hasta entonces había sido su principal soporte económico y administrativo.

## Idioma
Predominan los idiomas, Mam y el castellano, el idioma indígena mayoritario es el Mam.

## Economía
Hasta el 2015 su príncipe fuente de ingresos fue la minería por parte de Mina Marlin la más fuerte luego están, 
Entre las principales actividades económicas se encuentran el comercio, remesas familiares procedentes de los migrantes que se mudaron a los Estados Unidos, y los cultivos de maíz, fríjol, papa y café.

## Servicios básicos

### Energía eléctrica
Proporcionado por Unión FENOSA y DEOCSA, el cual cubre con una línea trifásica el 95% de las comunidades de San Miguel Ixtahuacán.[cita requerida]

### Agua potable
El 100% de las comunidades, poseen agua potable entubada; no así sus habitantes, que actualmente existe aproximadamente el 10% de viviendas a nivel del Municipio que no poseen agua potable entubada.

### Drenaje sanitario
En la cabecera Municipal y Colonia Legual.

### Comunicación social
- Tigo, Claro, Sersat, Movistar, Teléfonos del Norte.
- Correos y Telégrafos.
- Transportes.
- (Prensa Libre y Nuestro Diario).

## Religión
Predominan la regliones católica y la evangélica.[cita requerida]

## Turismo
La cabecera Municipal cuenta con cuatro hoteles: San Miguel, Posada de Don Timo, Hotel y restaurante Molinas y El Amigo. 
En el Caserío Siete Platos cuenta con un centro recreativo recién aperturado, Centro Recreativo Wuq Laq

### Transporte colectivo
Los autobuses extraurbanos que conectan a San Miguel Ixtahuacán con la cabecera San Marcos desde las 3:30, 4:00, 4:30, 5:00, 5:30, 6:00 y 6:15 horas y de San Marcos hacia San Miguel Ixtahuacán, desde 5:00 y 11:00 , y 12:00, 12:30, 13:00, 14:30, 15:30, y 17:00 horas; las compañías que prestan el servicio son: González, Flor de Occidente, Miguelense, Transportes San Miguel, Rutas San Cristóbal, Aguilar, Juárez, Trans Velásquez.  Ahora bien, de San Miguel Ixtahuacán hacia el departamento de Huehuetenango solamente hay dos horarios de salida 4:30 y 6:00 horas y de retorno a las 11:00 y 13:00 horas y son servidos únicamente por Transportes San Miguel.

### Vías de acceso
Cuenta con cinco vías de accesos principales, una carretera en el lado Norte de terracería con una distancia de 8 km y 20 km de asfalto que comunica a los municipios de San Gaspar Ixchil y Colotenango entroncando con la carretera interamericana que conduce de la Ciudad de Guatemala hacia el departamento de Huehuetenango y La Mesilla en el km 288.5; la otra vía es la que conduce de la cabecera Municipal hacia la cabecera departamental de San Marcos a una distancia de 64 km, totalmente asfaltados; la tercera vía en terracería es la que conduce de la cabecera Municipal, pasando por la aldea el Salitre, Siete Platos, Horcones, la Cal y luego encontrarse con la carretera interamericana Guatemala-La Mesilla en el km 241.  Existen también otras vía:  una comunica con Sipacapa pasando por la comunidad de San Antonio los Altos, Agel, la mina Marlin y luego la cabecera municipal de Sipacapa; y, por último, la que comunica al municipio con Concepción Tutuapa, pasando, por las comunidades de Chisnan, Tierra Colorada, las Escobas, Mulebac, el Colmito y luego la cabecera Municipal de Concepción con un recorrido de 14 km. 
El 95% de las comunidades tienen carreteras como vías de acceso, de los cuales el 93% es de Terracería y el 2% es asfalto.

## Organizaciones gubernamentales y ONG
| - Juzgado de Paz - Centro de Salud - CONALFA - MINEDUC (Coordinación técnica Administrativa) - Difam - Udadim - Tribunal Supremo electoral. - Puestos de Salud (en algunas comunidades) - Fafidess. - Cooperativa Acredicom - F.S.M. - Prodec - Montana Exploradora de Guatemala S.A. Mina Marlin: empresa canadiense dedicada a la extracciónd de oro, que ha impactado la vida social de las comunidades de San Miguel Ixtahuacán - Aprosami - ECO - Asociación ADISMI - Frende de Defensa Miguelense, FREDEMI: espacio coordinación consejo y defensa para el Territorio de San Miguel Ixtahuacán |

## Educación
- Instituto Magisterio (Nivel Diversificado)
- 9 Institutos Básicos, de los cuales, 7 son por Cooperativas, (municipalidad, Gobierno y Padres de Familia); y 12 Institutos de Telesecundaria en las comunidades de Baljetre y la Estancia.
- A nivel del Municipio, todas las comunidades, cuentan con escuelas de nivel primario (PRONADES Y ESCUELAS OFICIALES RURALES).